# 투나푸나피아르코 지역

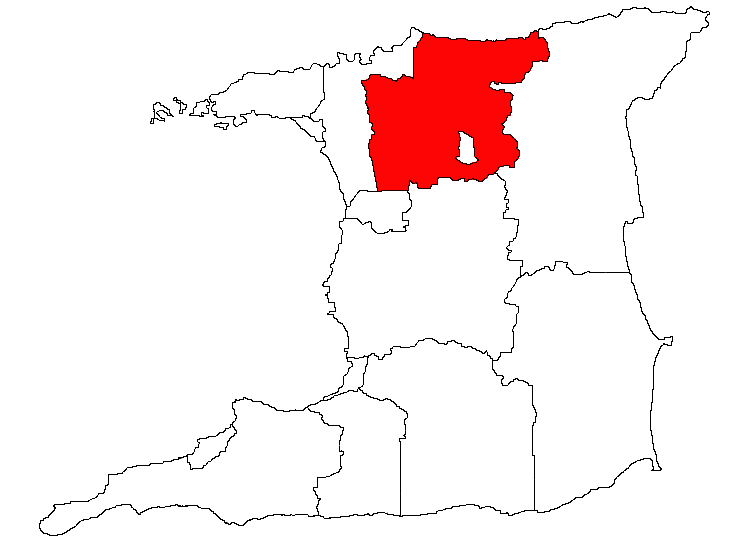
투나푸나피아르코 지역의 위치

투나푸나피아르코 지역(영어: Tunapuna-Piarco)은 트리니다드 토바고의 지역으로 중심 도시는 투나푸나(Tunapuna)이며 면적은 527.23km2, 인구는 203,975명(2000년 기준), 인구 밀도는 390명/km2이다.